# Liverpool West Derby

Liverpool West Derby dans le Merseyside.

La circonscription de Liverpool West Derby  est une circonscription électorale anglaise située dans le Merseyside et représentée à la Chambre des communes du Parlement britannique.